# Подводные лодки типа «Трафальгар»
Подводные лодки типа «Трафальгар» (англ. Trafalgar class) — серия британских атомных многоцелевых ракетно-торпедных подводных лодок. Явились дальнейшим развитием подводных лодок типа «Суифтшюр».
С 1979 по 1991 год, на верфях фирмы Vickers Shipbuilding and Engineering Ltd было построено 7 подводных лодок типа «Трафальгар».
По состоянию на сентябрь 2017 года три лодки этого типа остаются на вооружении ВМФ Великобритании, четыре АПЛ списаны.
На замену им вводятся в строй лодки нового типа «Астьют». Последовательное снятие с вооружения подводных лодок типа «Трафальгар» запланировано к проведению с 2008 по 2023 годы.
В феврале 2017 года в СМИ появилась информация о том, что на одной из подлодок обнаружены неисправности в реакторной установке, в связи с чем все остающиеся в строю АПЛ этого класса временно выведены из эксплуатации.
В июле 2025 года выведена из эксплуатации последняя подводная лодка этого типа.

## Представители
| Название             | Заводской номер | Дата закладки   | Спуск на воду   | Ввод в строй    | Списана        |
| -------------------- | --------------- | --------------- | --------------- | --------------- | -------------- |
| Трафальгар Trafalgar | S 107           | 25 апреля 1979  | 1 июля 1981     | 27 мая 1983     | 4 декабря 2009 |
| Тарбьюлент Turbulent | S 87            | 8 мая 1980      | 1 декабря 1982  | 28 апреля 1984  | 14 июля 2012   |
| Тайрлес Tireless     | S 88            | 6 июня 1981     | 17 марта 1984   | 5 октября 1985  | 19 июня 2014   |
| Торбэй Torbay        | S 90            | 3 декабря 1982  | 8 марта 1985    | 7 февраля 1987  | 14 июля 2017   |
| Треншэнт Trenchant   | S 91            | 28 октября 1985 | 3 ноября 1986   | 14 января 1989  | 20 мая 2022    |
| Тэлент Talent        | S 92            | 13 мая 1986     | 15 апреля 1988  | 12 мая 1990     | 20 мая 2022    |
| Трайамф Triumph      | S 93            | 2 февраля 1987  | 16 февраля 1991 | 12 октября 1991 | 2025           |